# 게르센제 자라이르
게르센제 자라이르(Гэрсэнз жалайр, 1513년 ~ 1549년) 또는 게르센자 쿤타이지, 게르센제 콩타이지(Гэрсэнз хунтайж)는 몽골 북부 외할하부의 추장으로, 청나라 초기 몽골 할하 4부(세첸칸부, 투시예드칸부, 사인노얀부, 자사그투칸부)의 선조이다. 바투몽케 다얀 카안의 11번째 아들이다.
모계로는 자라이르부의 후손인 게르센지는 1510년대 중반, 아버지 다얀 카안으로부터 외할하부의 추장으로 지명되어 할하강 서쪽 외할하 13개 오톡(отог) 주변을 영지로 분봉받고, 몽골 북부 할하 외몽골 투멘의 족장이 되었다. 게르센지의 후손들은 후일 자사그투칸부, 사인노얀칸부, 세첸칸부, 코토고이트 알칸 칸부를 형성했다. 게르센다, 또는 게레센제(Гэрэсэндзэ)로도 불린다.

## 생애
게르센제 또는 게레센제는 1513년에 태어났으며 다얀 카안의 열한번째 아들로, 사모르 카툰(苏密尔 哈屯) 소생이며, 일설에는 지무스게네 카툰 소생이다. 정확한 생일은 기록에 전하지 않는다. 그는 몽골 북부 할하부 출생이다. 아버지 다얀 카안 생전, 다얀 카안으로부터 좌익 외할하부(外喀尔喀) 만호직을 받고, 할하강 서쪽 외할하부 13개 오톡(отог) 주변을 영지로 분봉받았다. 다얀 카안은 생전 자신의 아들들을 몽골의 각 투멘의 유력자와 혼인시키고, 각 투멘을 장악하게 했다. 내할하부 5개 오톡은 그의 이복 형 아르초볼라드가 받았다. 그의 다른 형제들은 막남몽골과 몽골 동부 지역을 영지로 받았다. 게르센제의 후손들은 후에 오이라트부 등을 공격, 막북몽골 지역을 개척하였다.
사인노얀부의 제4대 칸이자 게르센제의 5대손 삼파 에르케 다일치링(善巴)의 저서 아사라크치 사(史)에 의하면, 그는 다른 형제인 게레 볼라트 대신 7호시그(외할하부)로 오게 됐다 한다. 아라사크치 사에 의하면 할하투멘에 속한 치노스부의 우다 볼라트가 다얀 카안에게 지금의 할하는 자라이르와 케루트족의 시그치에 의해 지배되고 있다. 이제 칸의 아들 1인을 보내달라고 요청했다. 다얀 카안은 당초 게레 볼라트를 할하부에 주었다. 그러나 게레 보라트는 성격이 완고하고 냉정했기 때문에 다얀 칸에게로 돌려보내졌고. 그후 게르센제가 외할하부로 보내져, 외할하부의 수령이 되었다 한다. 작자 미상의 황사(Шар тууж) 또는 고대 몽골 칸의 대하소설(Эртний Монголын Хаадын Үндэсний Их Шар тууж оршвой, ᠡᠡᠷᠲᠡᠨᠤ ᠮᠤᠩᠭᠤᠯ ᠤᠨ ᠬᠠᠭᠠᠳ ᠤᠨ ᠦᠨᠳᠤᠰᠤᠨᠤ ᠶᠡᠭᠡ ᠰᠢᠷᠠ ᠲᠤᠭᠤᠵᠢ ᠤᠷᠤᠰᠢᠪᠠᠢ)에 의하면 다얀 카안이 게레센제를 할하에 데려갔을 때, 신하의 한사람이 카안은 은혜로 자신의 아이를 받았는데, 반대로 되돌아와서는 어찌 도로 데려가니, 비밀리에 우리 주군을 훔쳐 가는 것일까 라고 말하니, 게르센제가 외할하에 머무르는 것을 허용했다고 한다.
게르센제 사후 그의 아들은 할하의 13개 오토그 영역을 분봉받았고, 이 중 일부는 할하 4칸부로 발전하였다.
1549년 게르센제가 케룰렌 부란(Хэрлэнгийн Буран)에서 사망한 후, 그의 카툰은 7명의 아들들에게 13개 오토그를 각각 분할하였다.
아시카이 다르칸 콩타이지(Ашихай дархан хунтайж)는 좌익 외네구트부(Үнэгэд)와 자라이르부(Жалайр отог)를, 노얀토르 키탄바토르(Ноёнтой хатанбаатар)는 좌익 베수드부(Бэсүд)와 엘지긴부(Элжигин)를, 오노후이 우지겐(Онохуй үйзэн)은 고로스부(Горлос), 케르구트부(Хэргүд отог)를, 아민두랄 노얀(Амин дурал ноён)은 쿠루이부(Хүрээ), 코로부(Хороо), 추코르부(Цоохор отог), 다리 타이지(Дарь тайж)는 카타긴(Хатагин), 쿠후이드부(Хөхүйд отог), 다르단 쿤둘렌 노얀(Далдан хүндүлэн ноён 쿤데트 노얀(Хүндэт ноён ))은 탕구트부(Тангуд), 사르툴부(Сартуул отог), 사무 부이마 노얀(Саму буйма ноён)은 우리양카이부(Урианхай отог)를 차지했다.

### 사후
16세기 중반에 게르센제의 일곱 아들은 각각 외할하 몽골의 일부 지역을 분할 상속받았다. 그들은 계속해서 투시예트칸부, 자사그투칸부, 세첸칸부, 코토고이드 알탄칸부 등을 형성하였다. 이들 외할하의 칸부는 1636년 북원이 청나라에 합병된 뒤에도 1697년 중가르와 청나라의 전쟁 시기까지, 청나라에 형식적인 조공을 바치며 독립성을 유지하였다.
그의 죽음을 계기로 북원의 대칸이자 차하르부의 칸 다라이손 구덴 칸은 할하부 병합을 시도했으나 실패했다.

## 가족
그의 두 카툰은 우리양카이 출신이었다.
- 카투카이 카툰(Хатунхай хатан)
  - 아시카이 다르칸 콩타이지 (1530년생), 자사그투칸부의 선조
  - 노얀타이 카탄 바가투르 (1531년생)
  - 오노후이 우이젠 노얀 (1534년생), 투시예트칸부의 시조, 사인노얀부의 선조
  - 아민두랄 노얀 (b1536년생), 세첸칸부의 선조 A
  - 다리 타이지 (1540년생)
  - 달단-쿤둘렌 (1542년생)
  - 부이마사무 (1545년생)
  - 미날룬-아바이 (1545년생), 위구르의 아카사이의 아내
  - 투멘켄-아바이 (1546년생), 우량카이의 뤼산 왕자의 아내

- 몽카이 카툰(Мөнхүй хатан)
  - 알타이 아바이, 우량카이의 아반트의 아내
  - 달단 노욘

## 같이 보기
- 할하
- 외몽골